# Guido Henkel

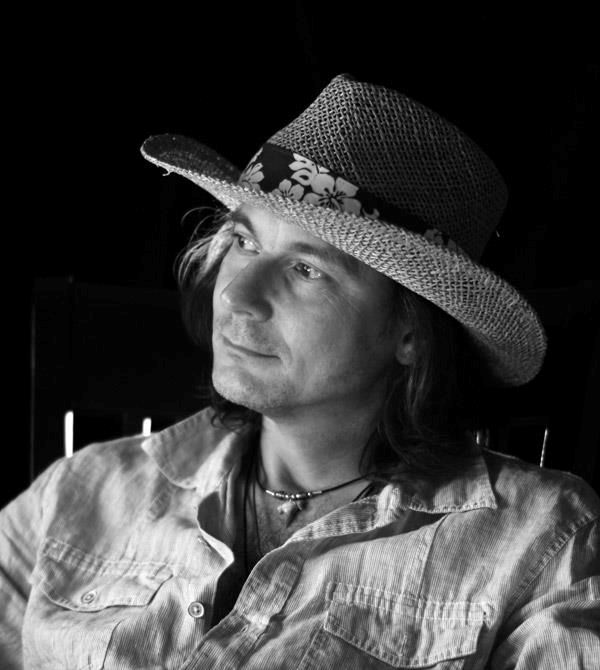
Guido Henkel (2011)

Guido „Guy“ Henkel (* 9. September 1964 in Stuttgart) ist ein deutsch-US-amerikanischer Computerspielentwickler und Autor.

## Karriere
Henkel wurde in Stuttgart geboren. Obwohl er Musiker werden wollte, absolvierte er nach der Schule erst eine Ausbildung als Schriftsetzer. Nachdem er diese abgeschlossen hatte, versuchte er seine Musikerkarriere als Gitarrist in verschiedenen Heavy-Metal-Bands weiterzuverfolgen, konnte in der Branche jedoch nicht Fuß fassen. Nachdem er bereits in der Schule erste Programmiererfahrungen sammeln konnte, begann er 1982 mit dem Programmieren auf dem Commodore VC 20. Nach mehreren vergeblichen Versuchen konnte er 1985 sein erstes Spiel Hellowoon über das Bertelsmann-Tochterunternehmen Ariolasoft veröffentlichen und entwickelte in Folge weitere Spiele. Zusammen mit seinen Schulfreunden Hans-Jürgen Brändle und Jochen Hamma gründete er 1990 den Spieleentwickler Attic Entertainment Software GmbH in Albstadt. Zu den bekanntesten Werken des Unternehmens gehörte die von Henkel maßgeblich mitentwickelte Nordland-Trilogie (Schicksalsklinge, Sternenschweif, Schatten über Riva), die auf dem Regelwerk des Rollenspiel-Regelwerks Das Schwarze Auge basierte. Henkel fungierte als Produzent, Programmierer und für Sternenschweif und Schatten über Riva zudem als Komponist. Nach Verwerfungen mit seinen Geschäftspartnern verließ er Attic und zog 1997 nach Südkalifornien. Dort arbeitete er für Interplay Entertainment unter anderem als Produzent am Rollenspiel Planescape: Torment, verließ das Unternehmen aber noch vor Fertigstellung des Titels. Seit 1998 betreibt Henkel zusammen mit seiner Ehefrau Thu-Lieu Pham die Webseite dvdreview.com, für die er seither neben seinen weiteren beruflichen Aktivitäten Reviews zu DVD- und BluRay-Veröffentlichungen von Filmen schreibt. 2002 gründete Henkel die G3 Studios, ein Unternehmen für Handyspiele.
Seit 2010 veröffentlicht Henkel als Autor die in viktorianischer Zeit spielende, englischsprachige Mystery-Horror-Serie Jason Dark: Ghost Hunter. Der Name ist dabei eine Anspielung auf den fiktiven Autorennamen Jason Dark der Groschenromanreihe Geisterjäger John Sinclair von Helmut Rellergerd. Die Verwendung des Künstlernamens Rellergerds als Namen für den Hauptcharakter der Serie ist dabei nach Angaben Henkels eine Hommage an dessen Werk, das Henkel bei der Konzeption seiner Serie maßgeblich beeinflusste.

## Werk

### Ludografie (Auszug)
- 1987: Hellowoon
- 1989: Ooze
- 1989: Kaiser (Amiga-Umsetzung)
- 1989: Exolon (Amiga-Umsetzung)
- 1990: Lords of Doom
- 1991: Spirit of Adventure
- 1991: Drachen von Laas
- 1992: Das Schwarze Auge: Die Schicksalsklinge
- 1994: Das Schwarze Auge: Sternenschweif
- 1996: Das Schwarze Auge: Schatten über Riva
- 1996: Jagged Alliance: Deadly Games
- 1997: Herrscher der Meere
- 1999: Planescape: Torment
- 2004: FlipIt!

### Romane (Auszug)
- 2013: Nacht des Grauens (Thunder Peak Publishing)

### Sachbücher
- 2014: Zen of eBook Formatting (Thunder Peak)
- 2016: Zen of eBook Marketing (Thunder Peak)